# Округ Аплинг (Џорџија)
Аплинг (енгл. Appling County) је округ у америчкој савезној држави Џорџија.

## Демографија
По попису из 2010. године број становника је 18.236, што је 817 (4,7%) становника више него 2000. године.
| Група             | 2000.          | 2010.          |
| Белци             | 13.053 (74,9%) | 12.854 (70,5%) |
| Афроамериканци    | 3.412 (19,6%)  | 3.392 (18,6%)  |
| Азијати           | 52 (0,3%)      | 126 (0,7%)     |
| Хиспаноамериканци | 792 (4,5%)     | 1.704 (9,3%)   |
| Укупно            | 17.419         | 18.236         |